# Let Poland Be Poland
Let Poland Be Poland (Låt Polen vara Polen) var ett tv-program regisserat av Marty'ego Pasetty, producerat av United States International Communications Agency i samarbete med USA:s försvarsdepartement. Sändningen ägde rum den 31 januari 1982.

## Historia
Programmet sågs av 185 miljoner tittare i 50 länder runt om i världen. Voice of America producerade en ljudutgåva på 39 olika språk. Programmet sändes även av Radio Free Europe, Radio Liberty samt Radio France Internationale.
Låt Polen vara Polen är en rapportering från evenemang som ägde rum den 30 januari 1982. Denna dag förklarades som Internationella solidaritetsdagen med Polen.
Programmets ledare var Charlton Heston. I programmet medverkade bl.a.: Romuald Spasowski, Zdzisław Rurarz, Adam Makowicz, Czesław Miłosz, Mstisław Rostropowicz, Kirk Douglas, Max von Sydow, James Michener, Henry Fonda, Glenda Jackson, Benny Andersson, Agnetha Fältskog, Anni-Frid Lyngstad, Paul McCartney, Björn Ulvaeus, Orson Welles, Madeleine Albright. Låten ”Ever Homeward” utfördes av Frank Sinatra (han sjöng en del av låten på polska).
Under programmet kontaktade man statschefer och politiker som höll tal. Det handlade bl.a. om: USA:s president Ronald Reagan, Storbritanniens premiärminister Margaret Thatcher, Portugals premiärminister Francisco Pinto Balsemão, Tysklands förbundskansler Helmut Schmidt, Islands premiärminister Gunnar Thoroddsen, Belgiens premiärminister Wilfried Martens, Japans premiärminister Zenkō Suzuki, Italiens premiärminister Arnaldo Forlani, Norges premiärminister Kåre Willoch, Kanadas premiärminister Pierre Trudeau, Turkiets premiärminister Bülent Ulusu, Luxemburgs premiärminister Pierre Werner, Spaniens premiärminister Adolfo Suárez González, Frankrikes president François Mitterrand, talmannen i USA:s representanthus Tip O’Neill, majoritetsledaren i Senaten Howard Baker, senator och ledamot i Senatens utrikesutskott Clement Zablocki.
Politiker koncentrerade sig på kritik av den auktoritära regimen i Polen och Sovjetunionens ledning, uttryck av stöd för det polska folket, solidaritet med de förtryckta samt utfästelser om bistånd, även ekonomiskt.
Man återsände även från demonstrationer som arrangerades till stöd för Polacker i olika städer i världen: New York, London, Bryssel, Tokio, Lissabon, Sydney, Washington, Toronto, Chicago.
Programmets rubrik anspelar på en sång av Jan Pietrzak "Żeby Polska była Polską" (”Låt Polen vara Polen”).
Programmet visades i Polen för första gången av TVP Historia den 13 december 2011.